# 瓷尺蛾属
瓷尺蛾属为尺蛾科的一个属。

## 下属物种
本属的物种包括：
- 瓷尺蛾 Chlororithra fea Butler, 1889（中国、印度、尼泊尔、不丹、缅甸和巴基斯坦）
- 堇瓷尺蛾 Chlororithra missioniaria Oberthür, 1916（中国）